# Crashbox
Als Crashbox wird im Automobilbau ein Schockabsorbersystem bezeichnet. 
Bei einem Verkehrsunfall wird durch Deformation von Werkstoffen innerhalb der Crashbox  Bewegungsenergie abgebaut, um die Fahrzeuginsassen und den gesamten Aufbau einer geringeren Verzögerungskraft auszusetzen. Dadurch sollen unzulässige Deformationen am Aufbau (welche mitunter einen Totalschaden bedeuten können) und Verletzungen der Insassen verhindert werden. Crashboxen werden für Kollisionen bis zu einer bestimmten Aufprallgeschwindigkeit z. B. von 15 km/h ausgelegt. Sie können nach einem Unfall mit relativ geringen Kosten ausgetauscht werden. Dadurch kann eine günstigere Einstufung in die Typklassen bei der Vollkaskoversicherung erreicht werden.